# دانيال باربوسا ألفيس
دانيال باربوسا ألفيس (14 مايو 1993 في فرنسا - ) هو لاعب كرة قدم برتغالي في مركز الهجوم. لعب مع ديسبورتيفو تروفينسي.

## وصلات خارجية
- دانيال باربوسا ألفيس على موقع Soccerway.com (الإنجليزية)